# Bach-Kratzdistel
Die Bach-Kratzdistel (Cirsium rivulare) ist eine Pflanzenart aus der Gattung der Kratzdisteln (Cirsium) innerhalb der Familie der Korbblütler (Asteraceae).
Für die südliche Schwäbische Alb ist der Trivialname Trommelschlägel belegt.

## Beschreibung

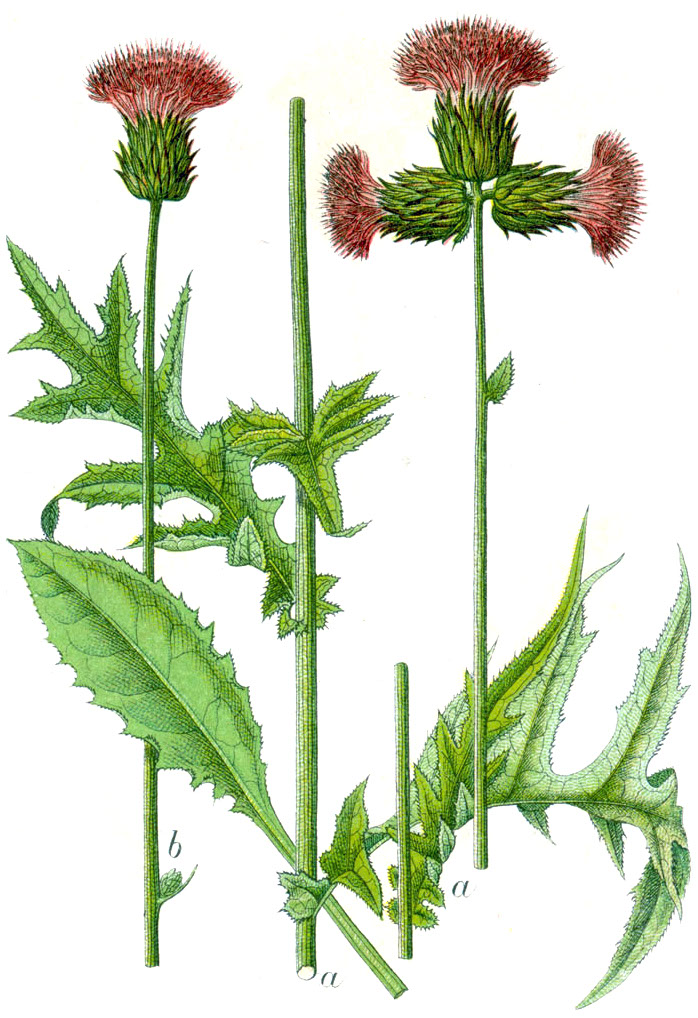
Illustration aus Sturm

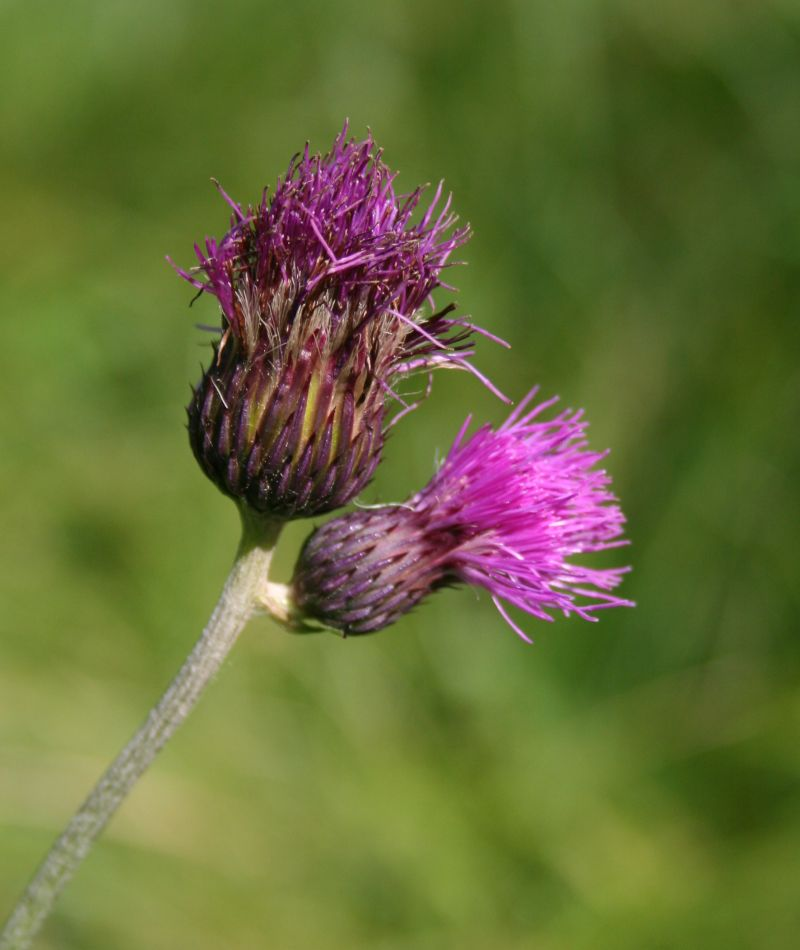
Blütenkörbchen

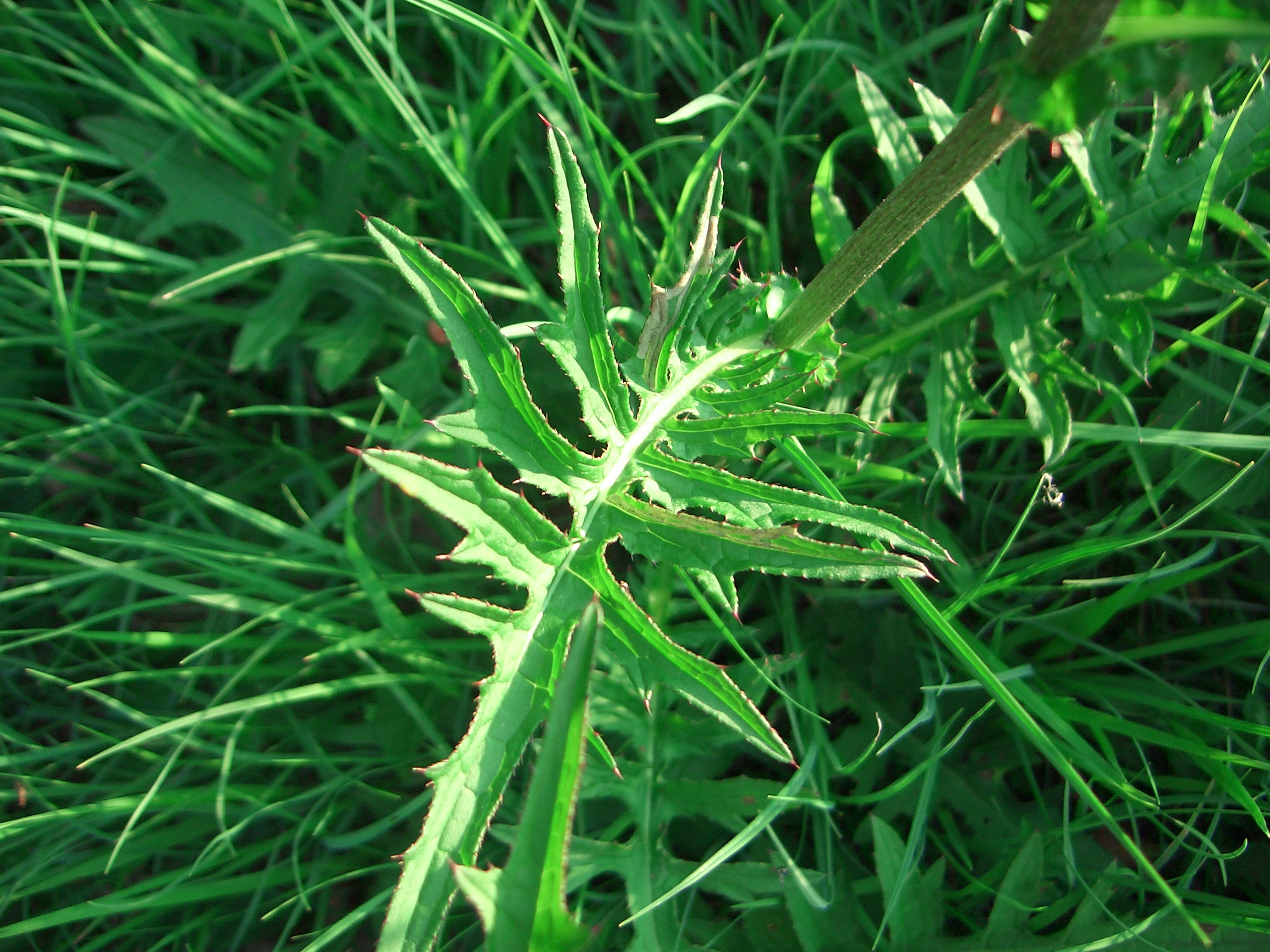
Laubblätter

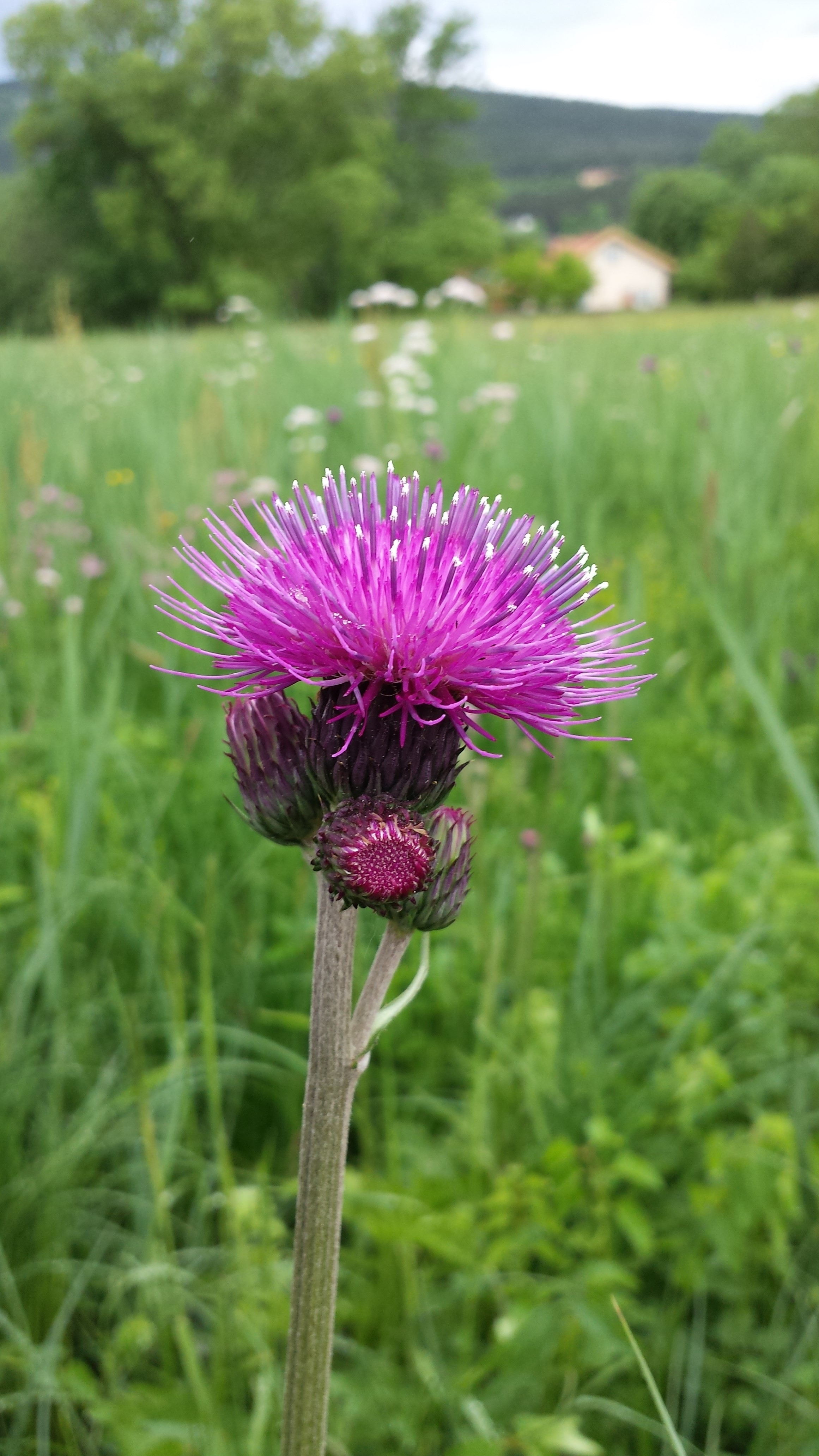
Stängelende mit Blütenkörbchen

### Vegetative Merkmale
Die Bach-Kratzdistel ist eine sommergrüne, ausdauernde krautige Pflanze, die Wuchshöhen von 40 bis 120 Zentimetern erreicht. Sie besitzt einen walzenförmigen, schief kriechenden „Wurzelstock“ mit langen, dünnen, in der Mitte nicht verdickten Wurzeln. Die Stängel sind wollig-filzig behaart, im oberen Bereich blattlos, bzw. besitzen dort nur unscheinbare Hochblätter.
Die Laubblätter sind auf beiden Seiten grün, kurz behaart, unterseits dicker spinnwebenartig-wollig behaart. Die Laubblätter laufen nicht am Stängel herab. Daher sind die Stängel überwiegend glatt. Die unteren Stängelblätter sind eilanzettlich bis elliptisch, in den Stiel verschmälert und mehr oder weniger tief fiederspaltig. Die Blattabschnitte sind länglich bis dreieckig, ungeteilt oder eckig gelappt und von 3 Längnerven durchzogen, von denen der mittlere am kräftigsten ist. Die mittleren Stängelblätter sind fiederspaltig oder fiederteilig, vor dem Grund verschmälert und mit herzförmigem Grund stängelumfassend sitzend. Die obersten Blätter sind lanzettlich und mit herzförmigem Grund sitzend.

### Generative Merkmale
Die Blütezeit reicht von Juni bis Juli. Die körbchenförmigen Blütenstände stehen zu zweit bis viert am Stängelende und weisen einen Durchmesser von bis zu 2,5 Zentimetern auf. Die Hülle ist eiförmig-kugelig. Ihre Hüllblätter sind lanzettlich, zugespitzt und meist rotbraun überlaufen. Die äußeren Hüllblätter sind viel kürzer als die inneren. Die mittleren Hüllblätterhaben oft eine kurze weiche Stachelspitze, haben auf dem Rücken einen zarten Harzstriemen und sind am Rand fein gewimpert. Die Blüten sind purpurfarben und 15 bis 20 Millimeter lang. Die Kronzipfel sind in etwa so lang wie die Kronröhre und bis zur Mitte fünfspaltig.
Die Achänen sind bei einer Länge von 3,5 bis 4 Millimetern abgeflacht zylindrisch.  Der Pappus besteht aus langen, fedrig behaarten Strahlen und ist über 1 Zentimeter lang.
Die Chromosomenzahl beträgt 2n = 34.

## Ökologie
Die Bestäubung erfolgt durch Insekten.

## Vorkommen
Die Bach-Kratzdistel gedeiht im subozeanischen Europa der submeridionalen bis gemäßigten Gebiete. In den Alpen und Süddeutschland ist sie häufig, nach Norden wird sie seltener. Es gibt ursprüngliche Vorkommen in Spanien, Frankreich, Deutschland, in der Schweiz, Österreich, Tschechien, Polen, in der Slowakei, Ungarn, Kroatien, Bosnien und Herzegowina, Montenegro, Albanien, Serbien, Rumänien, in der Ukraine, Litauen, Belarus und im westlichen europäischen Russland.
Die Bach-Kratzdistel wächst auf Waldwiesen, in Flachmooren, Quellbereichen und Gräben. Sie kommt bevorzugt auf nassen, nährstoffreichen, eher kalkarmen Böden vor und ist ein ausgesprochener Düngezeiger. Sie kommt von der collinen bis in die montane Höhenstufe vor, steigt bis zu einer Höhenlage von 1600 Metern. In den Allgäuer Alpen steigt sie am Vilsalpsee bis zu einer Höhenlage von 1200 Meter auf. In der Schweiz erreicht sie in den Freiburger Voralpen sogar eine Höhenlage von bis zu 1700 Meter.
Die ökologischen Zeigerwerte nach Landolt et al. 2010 sind in der Schweiz: Feuchtezahl F = 4w+ (sehr feucht aber stark wechselnd), Lichtzahl L = 4 (hell), Reaktionszahl R = 3 (schwach sauer bis neutral), Temperaturzahl T = 3+ (unter-montan und ober-kollin), Nährstoffzahl N = 3 (mäßig nährstoffarm bis mäßig nährstoffreich), Kontinentalitätszahl K = 4 (subkontinental).
Im pflanzensoziologischen System ist sie eine Assoziationscharakterart des Cirsietum rivularis innerhalb des Verbands Calthion (Feucht- und Nasswiesen). Seltener kommt sie auch im Sanguisorbo-Silaetum vor.

## Taxonomie
Die Erstveröffentlichung erfolgte 1773 unter dem Namen (Basionym) Carduus rivularis durch Nikolaus Joseph von Jacquin in Flora Austriaca, Band 1, S. 57. Die Neukombination zu Cirsium rivulare (Jacq.) All. wurde 1789 von Carlo Allioni in Auctarium ad Floram Pedemontanam cum notis et emendationibus, S. 10 veröffentlicht. Weitere Synonyme für Cirsium rivulare (Jacq.) All. sind: Carduus tricephalodes Lam., Cirsium salisburgense (Willd.) G.Don, Cirsium tricephalodes (Lam.) DC., Cnicus salisburgensis Willd.